# Echinopodium bifurcatum
Echinopodium bifurcatum är en tvåvingeart som beskrevs av Duret 1974. Echinopodium bifurcatum ingår i släktet Echinopodium och familjen svampmyggor. Inga underarter finns listade i Catalogue of Life.